# Уилшир, Джек
Джек Э́ндрю Га́рри Уи́лшир (англ. Jack Andrew Garry Wilshere; род. 1 января 1992 года в Стивенидже, Англия) — английский футболист, полузащитник; тренер. Сыграл 34 матча за сборную Англии.

## Ранние годы
Джек Эндрю Уилшир начинал свой путь в академии «Арсенала». Он выделялся среди сверстников великолепной скоростью, филигранной техникой, поставленным ударом и отменным пасом. Возможно Уилшир не заиграл бы на таком уровне, если бы его тренером не был Арсен Венгер. В один из приездов на игру молодёжной команды Венгер увидел прекрасную игру полузащитника и подметил его. В скором времени главный тренер «Арсенала» понял, что парня надо переводить в первую команду.

## Клубная карьера

### «Арсенал»
Перед сезоном 2008/09 в заявке «Арсенала» появился 16-летний полузащитник. Его дебют состоялся 13 сентября в матче против «Блэкберна», Уилшир вышел на замену на 84-й минуте. На тот момент футболисту было всего лишь 16 лет 256 дней. Джек стал самым молодым дебютантом «Арсенала» в АПЛ, побив рекорд Сеска. 23 сентября Уилшир забил свой первый гол за «Арсенал» в ворота «Шеффилд Юнайтед» (6:0) в Кубке Лиги.
Но это появление стало единственным для Джека в Премьер-лиге в этом сезоне. В то же время Уилшир хорошо проявил себя в Кубке Лиги, где «Арсенал» одержал убедительные победы над «Шеффилд Юнайтед» (6:0) и «Уиганом» (3:0). В игре с «латикс» Уилшир удостоился звания «игрок матча». А Венгер сказал, что в будущем Джек может стать хорошим партнером на поле для Фабрегаса, так как они оба отличаются высоким потенциалом и не боятся вступать в борьбу.
Позже Уилширу удалось немного поиграть в Лиге чемпионов, выходя на замену в матчах с киевским «Динамо» и с португальской командой «Порту».

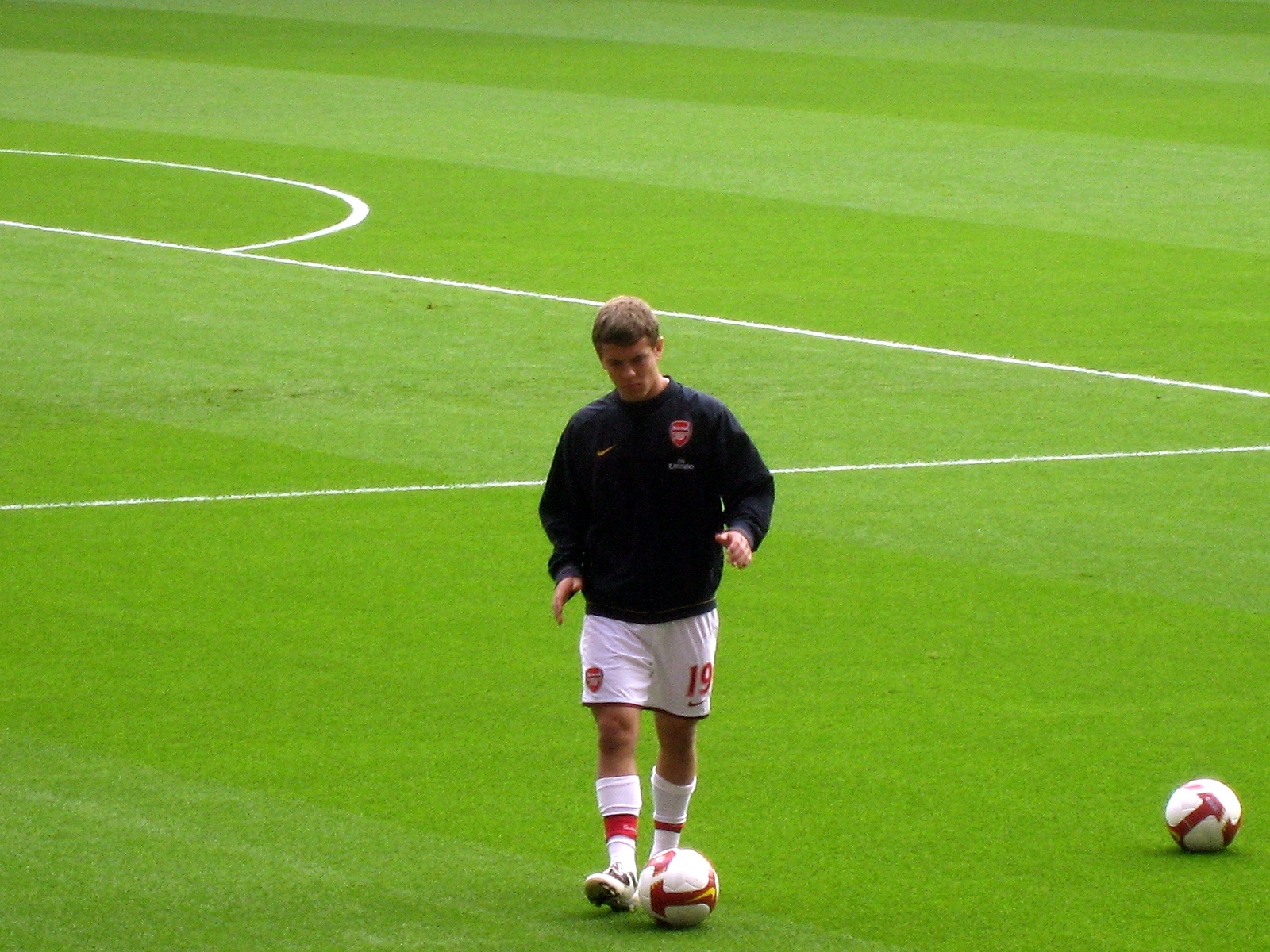
Уилшир на разминке перед игрой с «Вест Бромвич Альбион»

5 января 2009 года Уилшир подписал свой первый профессиональный контракт с «Арсеналом». В то же время он перестал появляться в составе первой команды, выступая в основном за резерв и молодёжную команду. С последними Уилшир добился победы в молодёжном Кубке Англии, показав превосходную игру в двух финалах против «Ливерпуля». Легендарный игрок «Арсенала» Лайам Брейди охарактеризовал Джека, как обладающего «особым талантом», и выразил мнение, что немного пройдет времени, прежде чем юный игрок станет игроком основы.
Во время предсезонной подготовки Уилшир вновь заставил говорить о себе. В обоих матчах «Кубка Эмиратов», победу в котором одержал «Арсенал», Джек был признан «игроком матча».
В первой половине сезона 2009/10 Уилшир практически не имел возможности сыграть за первую команду. Поэтому 29 января 2010 года Арсен Венгер принял решение отправить Джека в аренду до конца сезона, чтобы у молодого полузащитника было больше игровой практики.

### «Болтон Уондерерс»
За «Болтон Уондерерс» Уилшир дебютировал 9 февраля 2010 года в матче против «Манчестер Сити». Игра закончилась поражением «скакунов» со счетом 0:2. Уилшир провел этот матч достаточно активно, постоянно стараясь обострить игру. Обозреватели и болельщики положительно оценили его выступление. Главный тренер «Болтона» Койл похвалил Джека, назвав его ярким, смышлёным игроком с большим будущим.
6 марта 2010 года Уилшир забил свой первый мяч в Премьер-лиге. Это случилось в матче против «Вест Хэм Юнайтед». По иронии судьбы, в детстве Джек болел именно за «молотобойцев».

### Возвращение в «Арсенал»
Время, проведенное в аренде, оказало положительное влияние на Уилшира. Летом 2010 года он получил свой первый вызов во взрослую сборную Англии. Кроме того, травмы Диаби и Рэмси позволили Джеку насладиться игрой в основном составе своего клуба. И Уилшир своим шансом воспользовался, хотя ему пришлось играть непривычно глубоко, действуя практически на позиции второго опорного полузащитника. В сентябре он был назван болельщиками «Арсенала» лучшим игроком месяца. Позже он забил свой первый гол в Лиге чемпионов (19 октября в матче против «Шахтёра») и первый гол в чемпионате Англии за «Арсенал» (27 ноября в матче против «Астон Виллы»). 1 ноября 2010 года Уилшир подписал новый долгосрочный контракт. Также осенью 2010 года Уилшир занял второе место в номинации на лучшего молодого футболиста Европы, а в конце сезона был признан лучшим молодым игроком Англии.
Следующий сезон Джек полностью пропустил из-за травм лодыжки. Первую он получил в начале лета во время товарищеского матча сборной Англии. Вернувшись зимой к полноценным тренировкам, он получил новую травму всё той же правой лодыжки, из-за чего Джек пропустил остаток сезона. Из-за этой травмы Уилшир вынужден был пропустить и Евро 2012. В конце мая ему также сделали операцию на больном колене, которое его беспокоило и раньше. По прогнозам он должен был пропустить 2-3 месяца, но врачи, которые делали операцию, были уверены, что он вернется в состав к началу следующего сезона. Однако было принято решение не торопиться с его возвращением. К полноценным тренировкам с первой командой Джек приступил лишь 20 сентября, а 1 октября отыграл 63 минуты за резервный состав «Арсенала». После нескольких игр за резервный состав 27 октября Уилшир впервые за долгий срок вышел на поле в официальном матче в составе первой команды. Джек попал в стартовый состав в матче против «Куинз Парк Рейнджерс» и отыграл 67 минут. Свой первый гол после длительной травмы забил в Лиге чемпионов команде «Монпелье» (2:0).
Летом 2018 Уилшир объявил, что после разговора с новым тренером «Арсенала» Унаи Эмери он решил уйти из клуба.

### «Вест Хэм Юнайтед»
9 июля 2018 года Джек Уилшир перешел в лондонский клуб «Вест Хэм Юнайтед» на правах свободного агента, контракт рассчитан до лета 2021 года. Он дебютировал 12 августа в проигрышном матче против «Ливерпуля» со счетом 4:0. Его контракт был расторгнут 5 октября 2020 года. Всего за два года Уилшир провел всего 19 матчей за «Вест Хэм», в том числе 16 в Премьер-лиге. Большую часть времени своего пребывания в клубе он был травмирован, но, по словам самого игрока, он часто был в хорошей форме, но его не выбирали для игры. После расторжения контракта, Уилшир сказал, что, по его мнению, он все еще может играть на высшем уровне английского футбола.

### «Борнмут»
18 января 2021 года Уилшир стал игроком английского футбольного клуба «Борнмут».  29-летний футболист заключил краткосрочный контракт, до конца текущего сезона.

## Стиль игры
Сильными сторонами Уилшира являются хорошее понимание, чтение игры, дриблинг, умение играть в пас и высокая работоспособность. При этом, несмотря на скромный рост, Уилшир не избегает единоборств и неплохо в них себя чувствует. Чаще всего Уилшира сравнивают с бывшим игроком сборной Англии Полом Скоулзом. Фабрегас назвал его игроком с испанской техникой, а Венгер добавил, что у него сердце настоящего англичанина. В академии «Арсенала» Джек действовал близко к атаке (на флангах, под нападающими), но пробиться в основу клуба он смог, выступая на позиции центрального полузащитника. Фабио Капелло даже в какой-то момент думал использовать его универсальность и поставить на позицию опорного полузащитника, но в итоге отказался от этой идеи.
Сам Уилшир рассказывает, что первое, что он пытается сделать, получив мяч — отдать обостряющую передачу. Если это сделать невозможно, тогда он оценит возможность пойти в обыгрыш. Если и этого нельзя сделать, то он отдаст поперечный пас.

## Достижения

### Командные достижения
Молодёжная команда «Арсенала»
- Молодёжный кубок Англии: 2009
- Молодёжный чемпионат Англии: 2009

«Арсенал»
- Обладатель Кубка Англии: 2013/14, 2014/15
- Обладатель Суперкубка Англии: 2014

### Личные достижения
- Лучший молодой футболист Англии по версии ПФА: 2011
- Вошёл в состав символической сборной чемпионата Англии: 2011
- Лучший игрок сезона в Арсенале: 2011

## Личная жизнь
С 2015 года встречался с Андриани Мишель, на которой в 2017 году женился, и от которой 10 мая 2018 года родилась дочь Сиенна. Также у Уилшера двое детей от бывшей девушки Лорен Нил: сын Арчи Джек Уилшир (род. 29.09.2011)
 и дочь Делайла Грейс Уилшир (род. 26.09.2013)

## Статистика выступлений

### Клубная
| Клуб             | Сезон            | Лига | Лига | Кубок Англии | Кубок Англии | Кубок Лиги | Кубок Лиги | Еврокубки | Еврокубки | Всего | Всего |
| Клуб             | Сезон            | Игры | Голы | Игры         | Голы         | Игры       | Голы       | Игры      | Голы      | Игры  | Голы  |
| ---------------- | ---------------- | ---- | ---- | ------------ | ------------ | ---------- | ---------- | --------- | --------- | ----- | ----- |
| Арсенал          | 2008/09          | 1    | 0    | 2            | 0            | 3          | 1          | 2         | 0         | 8     | 1     |
| Арсенал          | 2009/10          | 1    | 0    | 1            | 0            | 2          | 0          | 3         | 0         | 7     | 0     |
| Болтон Уондерерс | 2009/10          | 14   | 1    | 0            | 0            | 0          | 0          | 0         | 0         | 14    | 1     |
| Арсенал          | 2010/11          | 35   | 1    | 2            | 0            | 5          | 0          | 7         | 1         | 49    | 2     |
| Арсенал          | 2011/12          | 0    | 0    | 0            | 0            | 0          | 0          | 0         | 0         | 0     | 0     |
| Арсенал          | 2012/13          | 25   | 0    | 4            | 1            | 1          | 0          | 3         | 1         | 33    | 2     |
| Арсенал          | 2013/14          | 24   | 3    | 3            | 0            | 1          | 0          | 7         | 2         | 35    | 5     |
| Арсенал          | 2014/15          | 14   | 2    | 1            | 0            | 1          | 0          | 5         | 0         | 22    | 2     |
| Арсенал          | 2015/16          | 3    | 0    | 0            | 0            | 0          | 0          | 0         | 0         | 3     | 0     |
| Арсенал          | 2016/17          | 2    | 0    | 0            | 0            | 0          | 0          | 0         | 0         | 2     | 0     |
| Борнмут          | 2016/17          | 27   | 0    | 0            | 0            | 0          | 0          | 0         | 0         | 27    | 0     |
| Арсенал          | 2017/18          | 20   | 1    | 0            | 0            | 5          | 0          | 13        | 1         | 38    | 2     |
| Всего за Арсенал | Всего за Арсенал | 125  | 7    | 13           | 1            | 18         | 1          | 40        | 5         | 197   | 14    |
| Вест Хэм Юнайтед | 2018/19          | 8    | 0    | 0            | 0            | 0          | 0          | 0         | 0         | 8     | 0     |
| Вест Хэм Юнайтед | 2019/20          | 8    | 0    | 0            | 0            | 2          | 1          | 0         | 0         | 10    | 1     |
| Вест Хэм Юнайтед | Вест Хэм Юнайтед | 16   | 0    | 0            | 0            | 2          | 1          | 0         | 0         | 18    | 1     |
| Всего за карьеру | Всего за карьеру | 182  | 8    | 13           | 1            | 20         | 2          | 40        | 5         | 255   | 16    |

### Международная статистика
| Сборная          | Год              | Товарищеские | Товарищеские | Турниры | Турниры | Всего | Всего |
| Сборная          | Год              | Игры         | Голы         | Игры    | Голы    | Игры  | Голы  |
| ---------------- | ---------------- | ------------ | ------------ | ------- | ------- | ----- | ----- |
| Англия           | 2010             | 1            | 0            | 0       | 0       | 1     | 0     |
| Англия           | 2011             | 2            | 0            | 2       | 0       | 4     | 0     |
| Англия           | 2012             | 1            | 0            | 0       | 0       | 1     | 0     |
| Англия           | 2013             | 4            | 0            | 4       | 0       | 8     | 0     |
| Англия           | 2014             | 6            | 0            | 6       | 0       | 12    | 0     |
| Англия           | 2015             | 1            | 0            | 1       | 2       | 2     | 2     |
| Англия           | 2016             | 3            | 0            | 3       | 0       | 6     | 0     |
| Всего за карьеру | Всего за карьеру | 18           | 0            | 16      | 2       | 34    | 2     |

### Матчи и голы Уилшира за сборную Англии
| Матчи и голы Уилшира за сборную Англии | Матчи и голы Уилшира за сборную Англии | Матчи и голы Уилшира за сборную Англии | Матчи и голы Уилшира за сборную Англии | Матчи и голы Уилшира за сборную Англии | Матчи и голы Уилшира за сборную Англии | Матчи и голы Уилшира за сборную Англии |
| -------------------------------------- | -------------------------------------- | -------------------------------------- | -------------------------------------- | -------------------------------------- | -------------------------------------- | -------------------------------------- |
| №                                      | Дата                                   | Оппонент                               | Счёт                                   | Голы Уилшира                           | Соревнование                           |                                        |
| 1                                      | 11 августа 2010                        | Венгрия                                | 2:1                                    | -                                      | Товарищеский матч                      |                                        |
| 2                                      | 9 февраля 2011                         | Дания                                  | 2:1                                    | -                                      | Товарищеский матч                      |                                        |
| 3                                      | 26 марта 2011                          | Уэльс                                  | 2:0                                    | -                                      | Отборочные матчи ЧЕ-2012               |                                        |
| 4                                      | 29 марта 2011                          | Гана                                   | 1:1                                    | -                                      | Товарищеский матч                      |                                        |
| 5                                      | 4 июня 2011                            | Швейцария                              | 2:2                                    | -                                      | Отборочные матчи ЧЕ-2012               |                                        |
| 6                                      | 14 ноября 2012                         | Швеция                                 | 2:4                                    | -                                      | Товарищеский матч                      |                                        |
| 7                                      | 6 февраля 2013                         | Бразилия                               | 2:1                                    | -                                      | Товарищеский матч                      |                                        |
| 8                                      | 14 августа 2013                        | Шотландия                              | 3:2                                    | -                                      | Товарищеский матч                      |                                        |
| 9                                      | 6 сентября 2013                        | Молдавия                               | 4:0                                    | -                                      | Отборочные матчи ЧМ-2014               |                                        |
| 10                                     | 10 сентября 2013                       | Украина                                | 0:0                                    | -                                      | Отборочные матчи ЧМ-2014               |                                        |
| 11                                     | 11 октября 2013                        | Черногория                             | 4:1                                    | -                                      | Отборочные матчи ЧМ-2014               |                                        |
| 12                                     | 15 октября 2013                        | Польша                                 | 2:0                                    | -                                      | Отборочные матчи ЧМ-2014               |                                        |
| 13                                     | 15 ноября 2013                         | Чили                                   | 0:2                                    | -                                      | Товарищеский матч                      |                                        |
| 14                                     | 19 ноября 2013                         | Германия                               | 0:1                                    | -                                      | Товарищеский матч                      |                                        |
| 15                                     | 5 марта 2014                           | Дания                                  | 1:0                                    | -                                      | Товарищеский матч                      |                                        |
| 16                                     | 30 мая 2014                            | Перу                                   | 3:0                                    | -                                      | Товарищеский матч                      |                                        |
| 17                                     | 4 июня 2014                            | Эквадора                               | 2:2                                    | -                                      | Товарищеский матч                      |                                        |
| 18                                     | 7 июня 2014                            | Гондурас                               | 0:0                                    | -                                      | Товарищеский матч                      |                                        |
| 19                                     | 14 июня 2014                           | Италия                                 | 1:2                                    | -                                      | Финальные матчи ЧМ-2014                |                                        |
| 20                                     | 24 июня 2014                           | Коста-Рика                             | 0:0                                    | -                                      | Финальные матчи ЧМ-2014                |                                        |
| 21                                     | 3 сентября 2014                        | Норвегия                               | 1:0                                    | -                                      | Товарищеский матч                      |                                        |
| 22                                     | 8 сентября 2014                        | Швейцария                              | 2:0                                    | -                                      | Отборочные матчи ЧЕ-2016               |                                        |
| 23                                     | 9 октября 2014                         | Сан-Марино                             | 5:0                                    | -                                      | Отборочные матчи ЧЕ-2016               |                                        |
| 24                                     | 12 октября 2014                        | Эстония                                | 1:0                                    | -                                      | Отборочные матчи ЧЕ-2016               |                                        |
| 25                                     | 15 ноября 2014                         | Словения                               | 3:1                                    | -                                      | Отборочные матчи ЧЕ-2016               |                                        |
| 26                                     | 18 ноября 2014                         | Шотландия                              | 3:1                                    | -                                      | Товарищеский матч                      |                                        |
| 27                                     | 7 июня 2015                            | Ирландия                               | 0:0                                    | -                                      | Товарищеский матч                      |                                        |
| 28                                     | 14 июня 2015                           | Словения                               | 3:2                                    | 2                                      | Отборочный матч ЧЕ 2016                |                                        |
| 29                                     | 22 мая 2016                            | Турция                                 | 2:1                                    | -                                      | Товарищеский матч                      |                                        |
| 30                                     | 27 мая 2016                            | Австралия                              | 2:1                                    | -                                      | Товарищеский матч                      |                                        |
| 31                                     | 2 июня 2016                            | Португалия                             | 1:0                                    | -                                      | Товарищеский матч                      |                                        |
| 32                                     | 11 июня 2016                           | Россия                                 | 1:1                                    | -                                      | ЧЕ 2016. Групповая стадия              |                                        |
| 33                                     | 20 июня 2016                           | Словакия                               | 0:0                                    | -                                      | ЧЕ 2016. Групповая стадия              |                                        |
| 34                                     | 27 июня 2016                           | Исландия                               | 1:2                                    | -                                      | ЧЕ 2016. 1/8 финала                    |                                        |

Итого: 34 матча / 2 мяча; 20 побед, 9 ничьих, 5 поражений.